# سوند اووی پدرسن
سوند اووی پدرسن (انگلیسی: Svend Ove Pedersen; ۳۱ اکتبر ۱۹۲۰ – ۳ اوت ۲۰۰۹) قایقران روئینگ اهل دانمارک بود.